# Harry Govier Seeley
Harry Govier Seeley (Londen, 18 februari 1839 - Kensington, 8 januari 1909) was een Britse paleontoloog.

## Biografie
Seeley werd geboren in Londen op 18 februari 1839 als tweede zoon van de goudsmid Richard Hovill Seeley en zijn tweede vrouw Mary Govier. Toen zijn vader failliet werd verklaard, werd Seeley naar een familie van pianomakers gestuurd. Tussen zijn elfde en veertiende jaar ging hij naar een dagschool (in plaats van een meer prestigieuze kostschool) en bracht de volgende twee jaar door met het leren maken van piano's. Hij woonde ook lezingen bij aan de Royal School of Mines door Thomas Henry Huxley, Edward Forbes en andere gerenommeerde wetenschappers. In 1855 begon Seeley, met de steun van zijn oom, rechten te studeren, maar gaf het al snel op om een carrière als actuaris na te streven. In de late jaren 1850 studeerde hij Engels en wiskunde aan het Working Men's College en diende als secretaris voor het museum van de universiteit. Hij werkte ook in de bibliotheek van het British Museum, waar Samuel Pickworth Woodward hem aanmoedigde om geologie te studeren.
In 1859 begon Seeley te studeren aan het Sidney Sussex College in Cambridge en werkte als assistent voor Adam Sedgwick in het Woodwardian Museum. Hij hielp bij het samenstellen van een catalogus van de fossielencollectie van het museum en begon veldstudies over de lokale geologie. Seeley studeerde in 1863 af aan Sidney Sussex College en trad in 1868 toe tot St John's, maar behaalde nooit een diploma.

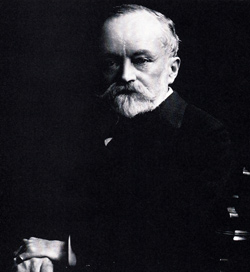
Seeley op latere leeftijd

Hij wees zowel posities bij het British Museum als de Geological Survey of Britain af om voor zichzelf te werken. Laat in zijn carrière aanvaardde hij een functie als hoogleraar geologie aan het King's College, Cambridge en het Bedford College (Londen) in 1876. Hij was later docent geologie en fysiologie aan het Dulwich College en hoogleraar geologie en mineralogie aan het King's College Londen (1896-1905).
Hij overleed in Kensington (Londen) op 69-jarige leeftijd en werd begraven in Brookwood Cemetery. Hij was in 1872 getrouwd met Eleanora Jane, dochter van William Mitchell van Bath. Hun dochter Maude trouwde met Arthur Smith Woodward.

## Dinosauriërs
Seeley stelde vast dat dinosauriërs in twee grote groepen vielen, de Saurischia en de Ornithischia, op basis van de aard van hun bekkenbotten (vooral de stand van het schaambeen) en gewrichten. Hij publiceerde zijn resultaten in 1888, naar aanleiding van een lezing die hij het jaar daarvoor had gehouden. Paleontologen van zijn tijd hadden de Dinosauria op verschillende manieren verdeeld, afhankelijk van de structuur van hun poten en de vorm van hun tanden. Seeley's indeling heeft echter de tand des tijds doorstaan, hoewel later ontdekt werd dat de vogels niet tot de vogelheupige Ornithischia, maar de hagedisheupige Saurischia behoren. Hij vond de twee groepen zo verschillend dat hij ook pleitte voor een aparte oorsprong: pas in de jaren 1980 toonden nieuwe technieken van cladistische analyse aan dat beide groepen dinosauriërs echt een directe dinosaurische laatste gemeenschappelijke voorouder hadden in het Trias. Seeley beschreef en benoemde in de loop van zijn carrière talloze dinosauriërs op basis van hun fossielen.

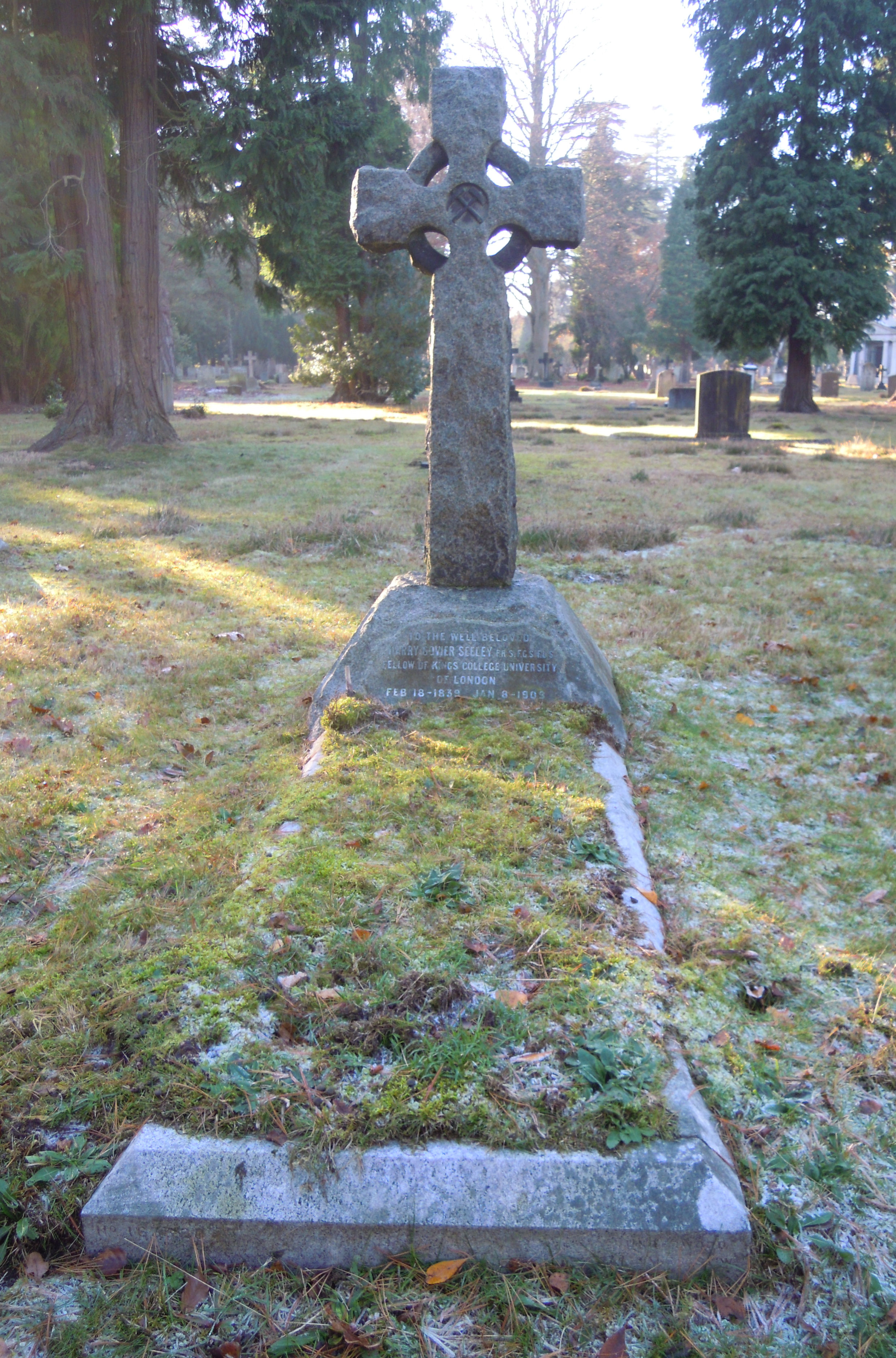
Zijn graf

Zijn populairwetenschappelijke boek over pterosauriërs, het eerste ter wereld, Dragons of the Air (1901), beschreef dat de ontwikkeling van vogels en pterosauriërs parallel liep. Zijn overtuiging dat ze een gemeenschappelijke oorsprong hadden, is bewezen, want beide zijn archosauriërs, alleen niet zo dichtbij als hij dacht. Hij verwierp Richard Owens karakterisering van de pterosauriërs als koelbloedige, trage zweefvliegers en erkende ze als warmbloedige actieve vliegers. Hij illustreerde deze hypothese zelf.
Hij werd verkozen tot Fellow van de Royal Society in juni 1879 voor zijn werk aan reptielen en dinosauriërs en hield hun Croonian Lecture in 1887.
Hij zal misschien het best herinnerd worden voor de prachtige collecties die hij maakte in de Karoo Beds van Zuid-Afrika en de resulterende tentoonstelling in de Natural History tak van het British Museum van het opmerkelijke skelet van Pareiasaurus en tal van andere anomodonte reptielen.

## Publicaties
- 1870: The Ornithosauria
- 1884: Factors in Life: Three Lectures on Health, Food, Education
- 1885: Manual of Geology: Theoretical and Practical
- 1886: The Freshwater Fishes Of Europe: A History Of Their Genera, Species, Structure, Habits And Distribution
- 1895: The Story of the Earth in Past Ages
- 1901: Dragons of the air: an account of extinct flying reptiles